# Итляшев, Ислам Владимирович
Исла́м Влади́мирович Итля́шев (настоящее имя — Хаджиисла́м Влади́мирович Итля́шев) (род. 5 октября 1991, Черкесск, Карачаево-Черкесская АО, РСФСР, СССР) — российский певец и автор песен в жанрах поп и русский шансон. Заслуженный артист Карачаево-Черкесской Республики (2022).
Наиболее известен своими песнями «Кобра», «Дикая», «На нервах», «Она любила розы», «Сердце не ревнуй», «Салам алейкум братьям» и др.
В 2022 году Итляшев стал самым прослушиваемым артистом 2022 года на YouTube в России.

## Биография
В 2011 году дебютировал с песней «Милана».
Является автором слов к некоторым из своих песен: «Цени друзей», «Свадьба», «В селе родном» и других.
В 2016 году был удостоен премии «Серебряный кувшин», вручаемой артисту года Карачаево-Черкесской Республики.
В 2018 году выпустил дебютный альбом «Ты полюбила хулигана», состоящий из 16 сольных композиций.
В 2019 году певец представил слушателям 8 треков: «Салам Алейкум Братьям!», «Сын», «Мама», «Странник», «Птицам небо, а землю бродягам», «Туда, где только ты», «Сердце черкеса», «По следам зари».
Во время съёмок клипа «Салам Алейкум Братьям!» певец и его съёмочная группа перекрыла дорогу в городе Черкесске на улице Набережной.
В этом же году Ислам презентовал мини-альбом из 8 песен под названием «Воровал и буду воровать».
Летом 2020 представил слушателям ремейк на сингл «Тамара». Клип на песню «Улетаю» снял режиссёр Артур Хасанов.
Вместе с KhaliF записал трек «Мир или война».
Трек «Она любила розы» вошёл в чарт-100 ВКонтакте.
В 2021 году певец выпустил песню «Сердце не ревнуй».
Совместно с Султаном Лагучевым выпустили в феврале 2021 года клип на песню «Хулиган». Съёмки проходили на Владимирской площади в Ставрополе. По итогам года их видео вошло в топ самых просматриваемых музыкальных видео в России в 2021 году на платформе YouTube.
В 2021 году принял участие в XXX Международном фестиваля искусств «Славянский базар в Витебске», где совместно с Султаном Лагучевым выступал на Гала-концерте «Шансон ТВ — все звезды».
В 2021—2022 годах его песни «Кобра», «Ай-яй-яй (Дикая)», «Молодая» и «Ресторан» входили в топ-10 чарта VK Музыка и YouTube Music, а также занимали высокие места в чартах Яндекс Музыки, Shazam, ОК.
В 2022 году состоялся дуэт с Ириной Круг.
В 2022 году композиция «Очень милая, но хитрая лиса» попал в топ чарт социальной сети Вконтакте.
В 2022 году Ислам Итляшев стал самым самым прослушиваемым артистом 2022 года на YouTube в России. По данным ChartMasters, песни артиста набрали 396 миллионов просмотров. Самым популярным роликом 2022 стал клип на трек «Кобра». Видео просмотрели более 123 млн раз.
В декабре 2022 года получил почётное звание «Заслуженный артист Карачаево-Черкесской Республики».
Известен своими провокационными высказываниями.

## Семья
Мама Ислама танцевала в ансамбле «Кабардинка». А отец в студенческие годы пел в группе, созданной при учебном заведении, в котором он тогда обучался.
У Ислама есть старший брат Хасан, который занимался самбо, рукопашными боями и выступал на ринге ММА.
Женат. Пара воспитывает 5
детей.

## Дискография

### Студийные альбомы
- 2018 — «Ты полюбила хулигана»

### Мини-альбомы
- 2019 — «Воровал и буду воровать»
- 2023 — «Плохая»

### Синглы
- 2016 — «Роза луноликая»
- 2017 — «Ты полюбила хулигана»
- 2018 — «Цени друзей»
- 2019 — «По следам зари»
- 2019 — «Мама»
- 2019 — «Странник»
- 2019 — «Сердце черкеса»
- 2019 — «Сабина»
- 2019 — «Салам алейкум братьям»
- 2019 — «Сын»
- 2019 — «Туда, где только ты»
- 2020 — «Не сожалею»
- 2020 — «Запомню навсегда твои глаза»
- 2020 — «Девочка криминал»
- 2020 — «Доля»
- 2020 — «Птицам небо, а землю бродягам»
- 2020 — «Побудь со мной»
- 2020 — «Ты для меня»
- 2020 — «Тамара»
- 2020 — «Мир или война» (feat. KhaliF)
- 2020 — «На нервах»
- 2020 — «Она любила розы»
- 2020 — «Улетаю»
- 2021 — «Сердце, не ревнуй»
- 2021 — «Хулиган» (feat. Султан Лагучев)
- 2021 — «В селе родном»
- 2021 — «Мирный, красивый край»
- 2021 — «Зачем я отпускаю»[23]
- 2021 — «Москва-Владивосток» (feat. Ирина Круг)
- 2021 — «Кобра»
- 2021 — «Сумасшедшая»
- 2022 — «Лиса»
- 2022 — «Когда-нибудь растает лёд» (feat. Ирина Круг)
- 2022 — «Сделан из стали» (feat. Султан Лагучев)
- 2022 — «На рахате» (feat. Султан Лагучев)
- 2022 — «Ай-яй-яй (Дикая)»
- 2022 — «Молодая»
- 2022 — «Ресторан»
- 2022 — «Пацаны на стиле»
- 2022 — «Не стреляй»
- 2022 — «Красивая»
- 2022 — «Не люби»
- 2023 — «Плохая»
- 2023 — «Хищница»
- 2023 — «Довела»
- 2023 — «Песня под гитару»
- 2023 — «Громко играй аппаратура»

## Награды
- 2016 — Премия «Серебряный кувшин» (Артист года Карачаево-Черкесской Республики)[5]
- 2022 — «Заслуженный артист Карачаево-Черкесской Республики»[20]
- 2023 — Премия «Шансон Года» — за песню — «Ресторан».